# Guus van der Borgt
Guus van der Borgt (Breda, 27 november 1962) is een Nederlands voormalig voetballer.
Guus van der Borgt speelde onder meer voor Willem II, NAC en FC Den Bosch.